# Becky Hill
Rebecca Claire Hill, mer känd som Becky Hill, född 14 februari 1994 i Bewdley, Worcestershire, West Midlands, är en engelsk sångerska och låtskrivare. Hon deltog 2012 i den första säsongen av brittiska The Voice där hon på sin audition framförde låten "Ordinary People" av John Legend. Hon kom därefter med i Jessie Js lag och tog sig sedan till semifinal. Den 29 juni 2014 blev hon den första The Voice-deltagaren att ha en låt på förstaplatsen då låten "Gecko (Overdrive)" (gjord av DJ:en Oliver Heldens med text sjungen av henne) toppade UK Singles Chart.